# Măru Roșu, Mehedinți
Măru Roșu este un sat în comuna Corcova din județul Mehedinți, Oltenia, România.